# Gaibiel (kommunhuvudort)
Gaibiel är en kommunhuvudort i Spanien.   Den ligger i provinsen Província de Castelló och regionen Valencia, i den östra delen av landet, 280 km öster om huvudstaden Madrid. Gaibiel ligger 595 meter över havet och antalet invånare är 205.
Terrängen runt Gaibiel är kuperad, och sluttar söderut. Runt Gaibiel är det ganska glesbefolkat, med 43 invånare per kvadratkilometer. Närmaste större samhälle är Onda, 19,3 km öster om Gaibiel. 